# 铁木里克河

上游古尔嘎赫德河段

铁木里克河，位于中国西北地区柴达木盆地最西端的一条内陆河，流经新疆维吾尔自治区巴音郭楞蒙古自治州东南部和青海省海西蒙古族藏族自治州西北部。上游称古尔嘎赫德河，发源于新疆巴州若羌县西南库木巴彦山古尔嘎冰川北麓，自西向东流100千米后，河水入渗地下，潜流约40千米，于玉素甫阿勒克村红柳泉以泉水形式出露，汇聚成河，被成为玉素甫阿勒克河。干流向东流约88千米，右纳阿特阿特坎河后水量大增，向东北流12.6千米过巴格托喀依后渗入戈壁沙滩，浅流约30千米，于铁木里克乡以群泉形式出露，汇集成铁木里克河，分数股向东流入青海省海西州茫崖市，注入尕斯库勒湖。下游在青海省境内也称阿拉尔河、呼伦河、忽伦郭勒。河流全长306.6千米，流域面积17365平方千米，河道平均比降8.3‰，年均径流量2.8亿立方米。流域地处内陆高原干旱地区，人烟稀少。下游有较大面积的沼泽湿地，是尕斯库勒湖湿地重要组成部分。